# دینبوک
دینبوک یکی از سازهای متداول در بلوچستان است که از دروکل یا طبل کوچک‌تر و درازتر است. به شکل خمره است و فقط با دست نواخته می‌شود.